# Klondike (Oregon)
Klondike az Amerikai Egyesült Államok északnyugati részén, Oregon állam Sherman megyéjében, a Klondike III szélerőműpark közelében elhelyezkedő önkormányzat nélküli település.
1898-ban a Columbia Southern Railway vonalának létesítésekor a térségben aranyat találtak, ezért a vasútépítő munkások elhagyták az építkezést és aranyat kerestek; a települést ők nevezték el a Klondike folyó után.
Az 1899. január 11-e és 1951. november 30-a között működő posta első vezetője A. B. Potter volt.

## Fordítás
- Ez a szócikk részben vagy egészben  a   Klondike, Oregon című angol Wikipédia-szócikk ezen változatának fordításán alapul.  Az eredeti cikk szerkesztőit annak laptörténete sorolja fel. Ez a jelzés csupán a megfogalmazás eredetét és a szerzői jogokat jelzi, nem szolgál a cikkben szereplő információk forrásmegjelöléseként.